# Colpi da maestro
Colpi da maestro (Here Comes the Boom) è un film del 2012 diretto da Frank Coraci.

## Trama
Il professore di biologia Scott Voss conduce una vita ed un lavoro noioso, finché un suo collega Streb gli confida che aspetta un figlio. Ad una riunione dove il preside decide di diminuire il lavoro, decide anche di eliminare il corso di musica tenuto dal suo collega.
Voss si propone di salvare il corso del collega cercando di recuperare 48.000 dollari. Dopo varie idee, a Voss viene l'idea di partecipare ad incontri di MMA, e nonostante le prime sconfitte, anche grazie ai suoi studenti riuscirà a vincere la sfida.